# Isoetes hieronymi
Isoetes hieronymi är en kärlväxtart som beskrevs av Georg Heinrich Weber. Isoetes hieronymi ingår i släktet braxengräs, och familjen Isoetaceae. Inga underarter finns listade i Catalogue of Life.